# Органный зал (Кишинёв)

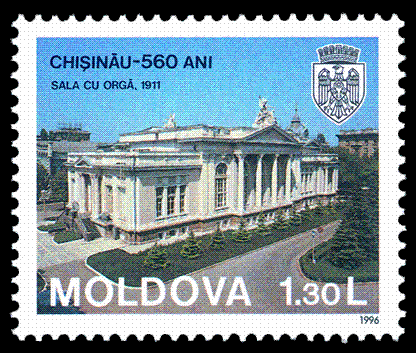
Марка с изображением Органного зала, 1996

Органный зал (рум. Sala cu Orgă din Chișinău) — концертный зал в муниципии Кишинёв (Республика Молдова). Здание Органного зала является памятником архитектуры начала XX века.

## История

### Банк
Изначально здание проектировалось и строилось, как здание Городского банка, по решению Городской Думы Кишинёва. В 1902 году был объявлен конкурс архитектурных проектов, при этом победителю была положена премия в полторы тысячи рублей — для начала XX века достаточно крупная сумма.
В ходе конкурса был отобран проект инженера Михаила Чекеруль-Куша, на момент победы в конкурсе которому было 38 лет. Проект получил одобрение выдающегося архитектора Александра Бернардацци, который, по некоторым сведениям, консультировал молодого инженера. Монументальное здание было задумано в классическом стиле с элементами романтизма. Строительство здания Городского банка на Александровской улице (в настоящее время — Проспект Штефана чел Маре) началось в 1903 году. Завершено оно было только в 1911 году, так как с 1904 по 1908 годы городские власти испытывали финансовые трудности и строительство было приостановлено.
В построенном здании сочетается монументальность и легкость. Строение оформленно четырёхколонными коринфскими портиками ордера как со стороны главного, так и со стороны боковых фасадов. Строение было богато украшено скульптурами. Над центральным входом банка была установлена статуя Меркурия — древнеримского бога торговли. Именно эта статуя не сохранилась до наших дней. Причиной послужило то, что обнаженная натура на одном из центральных зданий не устроило советских чиновников. От статуи отбили по их указаниям «мужское достоинство», чего скульптура не выдержала и начала разрушаться. В настоящее время то, что осталось от этой скульптуры, находится на складах выставочного цента Moldexpo (бывший ВДНХ) и недоступно для широкого обозрения.
В годы Второй мировой войны, когда остальные здания центра Кишинёва серьёзно пострадали от бомбёжек, здание Городского Банка осталось практически неповреждённым. Потребовалась только реконструкция скульптур львов, оформляющих фасад здания.
В советское время в здании располагался Госбанк СССР. В 1973 году было построено новое здание Госбанка (архитекторы Б. В. Вайсбейн, С. М. Шойхет и Г. Л. Калюжнер) и власти во главе с Иваном Бодюлом, тогдашним первым секретарём Компартии МССР, должны были решить вопрос, что разместить в памятнике архитектуры. Были выдвинуты предложения о размещении в здании бывшего Городского банка выставочного зала декоративно-прикладного искусства, дворца бракосочетаний, было предложение об организации в нём ресторана молдавской кухни.

### Реконструкция. Органный зал
Решение о размещении в здании концертного зала было принято Бодюлом при непосредственном участии его дочери, органистки Светланы Бодюл, закончившей Московскую консерваторию и мечтавшей о том, что в Кишинёве появится достойный зал для концертов классической музыки. Реконструкция здания под концертный зал началась в 1975 году и была завершена в 1978 году. Главным архитектором реконструкции был Ю.Л. Леонченко. Перестраивалась только внутренняя часть здания, экстерьер был сохранён. В зале, под который был переделан зал банковских операций, было размещено 555 мест для слушателей.
Многие работы по реконструкции были сделаны специалистами из других регионов СССР и даже других стран. Потолочные украшения были привезены из Одессы (Украина). Стулья и позолоченные украшения были сделаны мастерами из Ленинграда. Хрустальные люстры были изготовлены мастерами из Чехословакии. Барельефы композиторов, украшающие стены зала, выполнены скульптором Л. И. Дубиновским. В зале был построен орган чехословацкой фирмы «Ригер Клосс» (содержащий 3000 труб и 40 регистров).
Первый концерт состоялся 16 сентября 1978 года. На концерте играл известный советский органист Гарри Яковлевич Гродберг, возглавлявший приёмную комиссию по оценке органа. Также на концерте выступила Мария Биешу, виолончелист Ион Жосан, сама Светлана Бодюл и хор под управлением Вероники Гарштя.
После открытия в Органном зале выступали множество известных музыкантов. Среди них Игорь Ойстрах, Владимир Спиваков, ансамбль  Московской филармонии «Мадригал», Государственный камерный оркестр России под управлением Виктора Третьякова и другие звезды классической органной и камерно-инструментальной музыки из разных стран. В зале стали проходить концерты ежегодного Международного музыкального фестиваля «Мэрцишор» (организованного ещё до реконструкции здания Городского банка, в 1966 году).

### Влияние на музыкальную жизнь Советского Союза
Открытие Органного зала в Кишинёве имело резонанс в музыкальной жизни СССР. Кишинёвский концертный зал вдохновил градоначальников  на организацию органных залов в других городах страны. С 1979 года органные залы стали сооружать в Украинской ССР, затем в РСФСР (в городах Иркутск, Красноярск и других). В городе Винница (Украина) орган был сооружён в здании бывшей православной церкви. После того, как церковные здания стали возвращать верующим, орган в Виннице был уничтожен.

## Органный зал в настоящее время

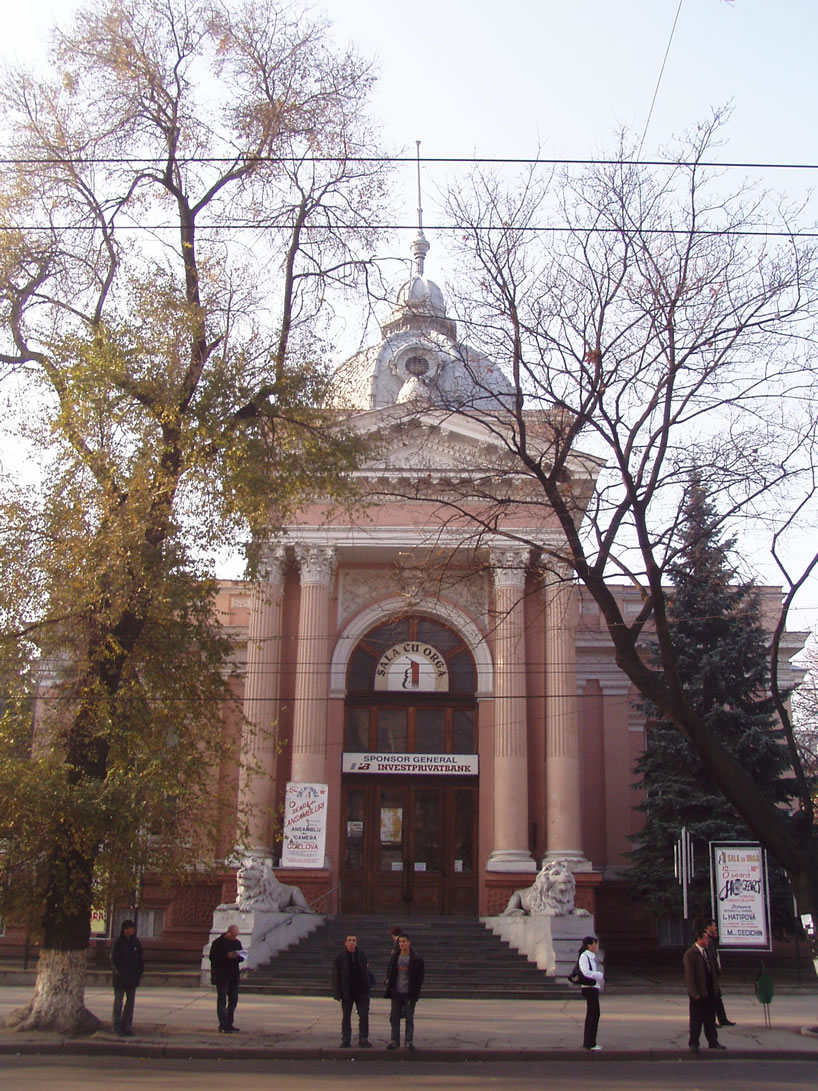
Фасад Органного зала

В последнее время в Органном залe в Кишиневе выступают многочисленные исполнители и творческие коллективы из-за границы Молдовы: среди них музыканты из Франции, Германии, Италии, Испании, Румынии, Чехии, США и многих других стран. Ежегодно проводятся различные фестивали, конкурсы, а также художественные выставки. Среди важнейших событий культурной жизни, проходящих в Органном зале, можно выделить Международный музыкальный фестиваль «Мэрцишор», Международный фестиваль классической музыки «Moldocrescendo», фестиваль современной академической музыки «Дни новой музыки», национальные и международные конкурсы инструментальных исполнителей и вокалистов. Зал является городской достопримечательностью, его посещают туристы и гости Кишинёва.
В Органном зале в основном выступают известные музыканты и лауреаты международных конкурсов. В то же время постоянно проводятся концерты молодых музыкантов, которые организуются под названием «Молодые таланты».
Органный зал в Кишиневе обладает хорошей акустикой. Помимо органа, он оснащен качественными музыкальными инструментами, среди которых шесть клавесинов, концертные рояли «Yamaha», «Bechstein», «Steinway».